# Lake Quivira
Lake Quivira è un comune degli Stati Uniti d'America, situato nello Stato del Kansas, nella contea di Johnson e in parte nella contea di Wyandotte.